# Beta Canis Minoris
Désignations
Beta Canis Minoris, en abrégé β CMi, en français Bêta du Petit Chien, est une étoile de la constellation du Petit Chien. Elle porte également le nom traditionnel Gomeïsa ou al-Gomeïsa.
Beta Canis Minoris est une étoile bleu-blanc de la séquence principale chaude de type spectral B8Ve et de magnitude apparente 2,9, aisément visible à l'œil nu. Elle est légèrement variable, et appartient à la catégorie des étoiles variables de type Gamma Cassiopeiae. Cette étoile est en rotation rapide et est entourée par un disque de matière, dont les émissions sont fortement chauffées.

## Noms
Gomeisa le nom propre de l'étoile qui a été approuvé par l'Union astronomique internationale le 20 juillet 2016. Il s'agit d'un nom traditionnel qui provient vraisemblablement du mot arabe al-ghumaisa’ (« celle aux yeux larmoyants »), apparenté au nom arabe moderne pour Procyon, غموص ghumūş.
En astronomie chinoise, β Canis Minoris fait partie de Nanhe, un sous-groupe de l'astérisme Nan bei he représentant deux petites vallées en bordure de la rivière céleste Tianhe (en fait la Voie lactée).